# NL Doet
NL Doet is een jaarlijks terugkerende vrijwilligersdag in Nederland. In de eerste vijf jaar heette deze dag Make a Difference Day, de naam die in de Verenigde Staten gangbaar is. Doel is het stimuleren van vrijwilligerswerk. De dag wordt landelijk georganiseerd, met op veel plaatsen lokaal activiteiten. Groepen mensen uit verenigingen, bedrijven en instellingen zetten zich in voor een non-profit doel. Ook individueel kan men deelnemen aan een activiteit. Met de dag willen de organisatoren de aandacht vestigen op de noodzaak van vrijwilligerswerk. Aan de dag doen naar schatting jaarlijks meer dan 375.000 mensen mee.